# Palais Dar Jamaï
Le palais Dar Jamaï fut édifié en 1882 dans la ville de Meknès au Maroc par Mohamed ben Larbi Jamaï, grand Vizir du Sultan Moulay Hassan 1er (1873-1894).
Ce monument est devenu l'hôpital militaire  Louis en 1912, puis il a été transformé en musée à partir de 1920 sous l'appellation de "Musée des Arts Indigènes", et ensuite rebaptisé "Musée Dar Jamaï".
Le palais Dar Jamaï fait partie du patrimoine protégé de Meknès depuis 1920.

## Liens  externes
Site du ministère de la culture, vérifié le 28/10/2013